# 東格里德利 (加利福尼亞州)
東格里德利（英語：East Gridley）是位於美國加利福尼亞州比尤特縣的一個非建制地區。該地的面積和人口皆未知。

## 地理
東格里德利的座標為39°21′48″N 121°39′43″W / 39.36333°N 121.66194°W，而該地的平均海拔高度為3 0米（即98英尺）。